# مارثا أنكوما
مارثا أنكوما (بالإنجليزية: Martha Ankomah) (مواليد 10 أكتوبر 1985 في أكرا) هي مُمثلة سينمائية وسيدة أعمال غانية. شاركت في عدة أعمال أبرزُها فيلم "في مكان ما في أفريقيا سنة 2011، وقد فازت عن هذا الدور بعدة جوائز.

## طفولتها ومساره التعليمي
وُلدت مارثا أنكوما في أكرا عاصمة غانا، وهي البنت البكر لدى أمها العزباء. درست مارثا على التوالي في مدارس أدابراكا بريسبتريان الإعدادية ومدرسة لابون الثانوية وكُلية جاي الجامعية.

## أعمالها
| السنة | عُنوان الفيلم بالعربية | العُنوان الأصلي للفيلم | مُلاحظات |
| ----- | --------------------- | --------------------- | ------- |
|       | مدينة الشمس           | Suncity               |         |
|       | فندق سانت جيمس        | St. James Hotel       |         |
|       | كل هذا اللمعان        | All that Glitters     |         |
|       | أين هاتفك ؟           | Where is your Mobile? |         |
|       | قوة الآلهة            | Power of the gods     |         |
| 2010  | خطايا الروح           | Sins of the Soul      |         |
|       | شاكيرا                | Shakira               |         |
|       | خطيئة الروح           | Sin of the Soul       |         |
|       | قلب الرجال            | Heart of Men          |         |
| 2011  | في مكان ما في أفريقيا | Somewhere in Africa   |         |
|       | سرير الورود           | Bed Of Roses          |         |
|       | بلدة السكر            | Sugar Town            |         |
| 2012  | دموع ابتسامة          | Tears of a Smile      |         |
|       | رحلة إلى الجحيم       | A Trip To Hell        |         |
| 2015  | أرواح محطمة           | Shattered Lives       |         |

## الجوائز والترشيحات
| السنة | حفل توزيع الجوائز                  | الجائزة                 | النتيجة | العمل                 | مراجع                      |
| ----- | ---------------------------------- | ----------------------- | ------- | --------------------- | -------------------------- |
| 2010  | جوائز الأكاديمية الأفريقية للأفلام | أفضل مُمثلة واعدة        | رُشِّح     |                       | [ 5 ]                      |
| 2011  | جوائز أفلام غانا                   | أفضل مُمثلة في دور مُساعد | رُشِّح     | سرير الورود           | [ 6 ] [ 7 ]                |
| 2011  | جوائز أفلام غانا                   | المُمثلة المُفضلة         | فوز     |                       | [ 8 ]                      |
| 2012  | جوائز الأكاديمية الأفريقية للأفلام | أفضل مُمثلة واعدة        | رُشِّح     | في مكان ما في أفريقيا | [ 5 ]                      |
| 2012  | جوائز أفلام غانا                   | أفضل مُمثلة في دور رئيسي | رُشِّح     | دموع ابتسامة          | [ 9 ] [ 10 ] [ 11 ] [ 12 ] |
| 2015  | جوائز أفلام غانا                   | أفضل مُمثلة في دور رئيسي | رُشِّح     | أرواح محطمة           | [ 13 ] [ 14 ] [ 15 ]       |

## روابط خارجية
مارثا أنكوما على موقع IMDb (الإنجليزية)